# 林國成
林國成（1957年8月20日—），中華民國政治人物，台灣民眾黨籍，現任立法委員，曾任臺北市中山區新生里里長、臺北市議會議員，在2019年退出親民黨並加入民眾黨。

## 政治生涯
曾任第七、八屆台北市中山區新生里里長。
2002年初次以親民黨黨員參與台北市第四選區市議員選舉獲九千餘票落選；2006年重披戰袍最終以三千票之差成為落選頭，2008年8月19日因民主進步黨籍市議員蔡坤龍賄選案宣判當選無效定讞，林國成因此於同年9月遞補入議會。2010年再以6%的得票率吊車尾連任、2014年以四百票之差驚險三連霸、2018年以235票之差第四度以吊車尾票數當選連任。
2019年當選臺北市總工會理事長，同年10月退出親民黨。11月19日，台灣民眾黨公佈2020年中華民國立法委員選舉不分區名單，林國成列第10位，未當選。2021年3月，臺灣民眾黨臺北市黨部成立，林國成出任首任市黨部主委。2022年，不再爭取議員連任，交棒給女兒林珍羽。

2023年11月22日，確定成為台灣民眾黨不分區立法委員提名人第6名。

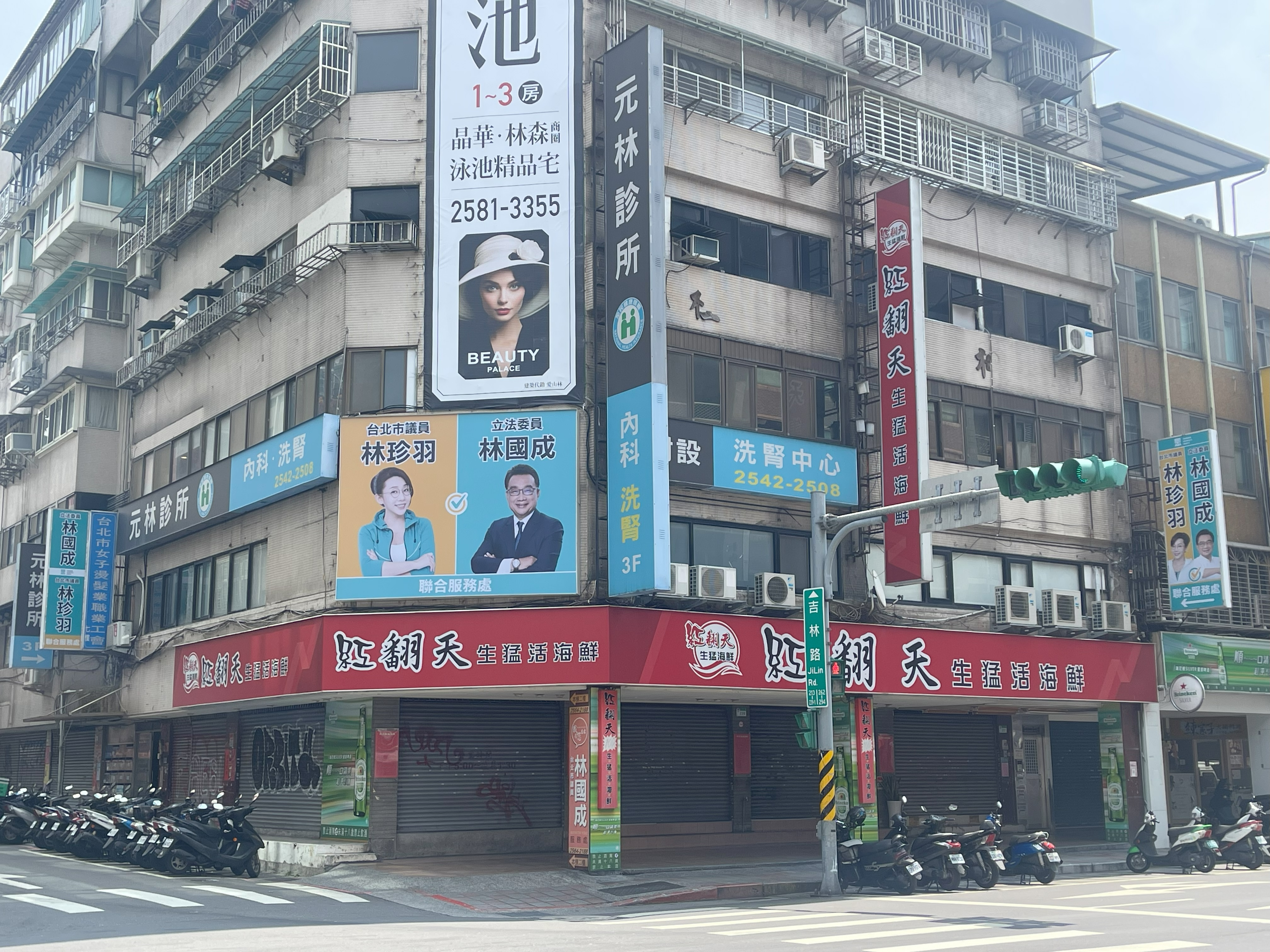
台灣民眾黨臺北市議員林珍羽服務處，也是立法委員林國成委員服務處

## 爭議

### 缺乏性別意識
2023年12月23日，在民眾黨高雄造勢場合提到社會民主黨籍台北市議員苗博雅稱「還有一個叫做苗博雅，我是稱呼他小姐，但是他穿什麼？不屑叫他小姐」，此言論引起時代力量黨主席王婉諭批評其性別意識有問題。同日，林國成在臉書上對用詞不精準表示歉意。

### 不認同認知戰研究中心
法務部調查局2024年01月將原本的「假訊息防制中心」，繼2021年升格為「資安工作站」，於17日再擴大為「認知戰研究中心」，統合調查局原三處兩岸情勢研析處、國內安全調查處及資通安全處。對此林國成受訪表示不認同法務部升級與擴大這種機構，「法務部該做的不做，不該做的拚命做。」、「認知作戰就是同意他們意見的就不違法，不同意或是有其他意見的就叫認知作戰。」，林國成認為法務部應該是整個司法改革的起跑點，不應在認知作戰這種事上節外生枝。「臺灣已有《反滲透法》等法規管控相關情勢，人民若違法就辦，成立這種辦公室等單位根本就是在擾民、欺負、恐嚇老百姓。」。

### 公開用髒話大罵賴清德
2025年7月20日，林國成在民眾黨反罷免活動上多次用「幹你娘、啥潲」等髒話大罵賴清德，事後於臉書致歉。

## 選舉紀錄
| 年度 | 選舉屆數               | 選舉區                                 | 所屬政黨   | 得票數    | 得票率 | 當選標記 | 備註     |
| ---- | ---------------------- | -------------------------------------- | ---------- | --------- | ------ | -------- | -------- |
| 2002 | 第九屆臺北市議員選舉   | 臺北市第四選舉區                       | 親民黨     | 9,456     | 5.35%  |          |          |
| 2006 | 第十屆臺北市議員選舉   | 臺北市第四選舉區                       | 親民黨     | 8,377     | 4.99%  |          | 遞補當選 |
| 2010 | 第十一屆臺北市議員選舉 | 臺北市第四選舉區                       | 親民黨     | 11,591    | 6.17%  |          |          |
| 2014 | 第十二屆臺北市議員選舉 | 臺北市第四選舉區                       | 親民黨     | 13,125    | 6.64%  |          |          |
| 2018 | 第十三屆臺北市議員選舉 | 臺北市第四選舉區                       | 親民黨     | 14,706    | 7.95%  |          |          |
| 2020 | 第十屆立法委員選舉     | 全國不分區及僑居國外國民立法委員選舉區 | 臺灣民眾黨 | 1,588,806 | 11.22% |          |          |
| 2024 | 第十一屆立法委員選舉   | 全國不分區及僑居國外國民立法委員選舉區 | 臺灣民眾黨 | 3,040,615 | 22.07% |          |          |

## 外部連結
- 林國成的Facebook專頁
- YouTube上的林國成頻道